# گرایش جنسی و زیست‌شناسی
رابطه بین زیست‌شناسی و گرایش جنسی موضوعی است که مورد تحقیق‌های علمی فراوان قرار گرفته‌است. تاکنون با قطعیت علتی ساده و منحصربه‌فرد به‌عنوان عامل تعیین‌کنندهٔ گرایش جنسی در انسان شناسایی نشده‌است. مطالعات مختلف به عواملی متفاوت اشاره می‌کنند، اما دانشمندان حدس می‌زنند که مخلوطی از عوامل ژنتیکی، هورمونی، و محیطی در شکل‌گیری گرایش جنسی تأثیرگذار است. در این میان، نظریه‌هایی که مبتنی بر اثر عوامل زیستی بر گرایش جنسی هستند از مقبولیت بیشتری برخوردارند. این نظریات ترکیب پیچیده‌ای از برهم‌کنش عوامل ژنتیکی، محیط ابتدایی رحم در زمان جنینی، و ساختار مغز را در شکل‌گیری گرایش جنسی دخیل می‌دانند و منجر می‌شوند که در نهایت یک انسان دگرجنس‌گرا، همجنس‌گرا، یا دوجنس‌گرا باشد.

## گرایش‌های جنسی و مطالعات علمی مربوط به آن
گرایش جنسی را به صورت «تمایل نسبتاً پایدار شخص به جنس مخالف (دگرجنس‌گرایی)، به جنس موافق (هم‌جنس‌گرایی)، به هر دو جنس (دوجنس‌گرایی) یا به هیچ‌کدام از جنس‌ها (بی‌جنس‌گرایی) تعریف می‌کنند. هر چند تمایل و برانگیختگی جنسی نسبت به جنس مخالف یا موافق را می‌توان به عنوان مهم‌ترین عامل در تعیین گرایش جنسی اشخاص در نظر گرفت اما به دلایل عمل‌گرایانه، در تحقیقات علمی معمولاً معیارهای دیگری مانند هویت فردی (هویت جنسی شخص) یا رفتار جنسی (یعنی مقایسه میزان تجربه شخص در برقراری رابطه جنسی با جنس مخالف یا موافق) اندازه‌گیری می‌شود. در مواردی فراوان، این سه معیار (تمایل جنسی، هویت جنسی، و رفتار جنسی) با یکدیگر همسو هستند یا مشابهت‌هایی دارند ولی در مواردی نیز امکان دارد هویت یا رفتار جنسی شخص با گرایش واقعی او متفاوت باشد. این تفاوت به دلایل مختلفی (مثل علل اجتماعی، سیاسی، یا فرهنگی) می‌تواند رخ بدهد و منجر به عدم هماهنگی میان گرایش جنسی شخص با رفتار یا هویت جنسی او گردد.
مطالعات علمی فراوانی بر این تأکید می‌کنند که شکل‌گیری گرایش جنسی و انواع آن منشأ زیستی (و نه تربیتی) دارد. همان‌طور که بالاتر ذکر شد، در مطالعات زیادی به علل روش‌شناسانه از اندازه‌گیری معیارهایی غیر از تمایل و برانگیختگی جنسی استفاده شده‌است و بعضی مطالعات قدیمی‌تر نیز حاوی ایراداتی در انتخاب جامعه نمونه بوده‌اند. قسمت بزرگی از مطالعات موجود بر گرایش جنسی، روی اشخاصی انجام شده‌است که هم‌جنس‌گرا یا دگرجنس‌گرای انحصاری بوده‌اند. تحقیق‌های انجام شده روی دوجنس‌گرایان یا بی‌جنس‌گرایان تاکنون بسیار اندک بوده‌است، زیرا این دو گروه در طول تاریخ نسبت به دگرجنس‌گرایان یا همجنس‌گرایان کمتر معرض توجه جامعه قرار گرفته‌اند و از طرف دیگر، چگونگی تعریف این دو گروه در یک چهارچوب مشخص از نظر گرایش جنسی همچنان مورد اجماع قرار نگرفته‌است. مطالعات در مورد گرایش‌های جنسی در زنان و مردان نیز حاوی تفاوت‌هایی است و لزوماً نمی‌توان یافته‌ها در مورد یک جنس را به جنس دیگر نیز تعمیم داد (مثل مطالعاتی که نشان می‌دهند سیالیت جنسی در زنان بیشتر از مردان است). همچنین، بیشتر تحقیقات گرایش جنسی بر روی اشخاص همسوجنس (و نه تراجنسی) انجام شده‌است یا تحقیقات مزبور به جزئیات کوچکی که ممکن است در جنسیت اشخاص مورد بررسی وجود داشته باشند نپرداخته‌اند.

## تفاوت در مغز
ساختار هستهٔ دوگانهٔ جنسی در ناحیهٔ پری‌اپتیک از هیپوتالاموس قدامی (SDN-POA) در بعضی پستانداران (مانند گوسفند/قوچ، موش سوری، موش صحرایی) تفاوت‌هایی بین دو جنس نشان می‌دهد. همچنین شواهدی وجود دارد که هستهٔ دوگانه یا نواحی اطراف آن در رفتارهای دوگانهٔ مربوط به جفت‌گیری در پستاندارانی مانند گوسفندان نقش دارند. هر چند استفاده از این یافته‌ها و تسری دادن آن به انسان‌ها چندان بی‌نقص نیست اما تا حد زیادی قابل‌قبول است.
ناحیه نسبتاً مشابهی در هیپوتالاموس قدامی انسان به نام هستهٔ سوم بین‌شبکه‌ای (INAH-3) نیز وجود دارد که مشخص شده دارای تفاوت‌هایی بین دو جنس است و همچنین اندازه و تعداد سلول‌های آن بین مردان دگرجنس‌گرا و مردان هم‌جنس‌گرا متفاوت از هم است. تحقیقات دیگری نشان‌گر این بوده‌اند که بعضی نواحی هیپوتالاموس قدامی در انسان‌ها می‌توانند توسط استروئیدهای هورمون‌مانندی (مثل فرومون‌ها) تحریک شوند و این تحریک شدن بسته به جنس یا گرایش جنسی در زنان و مردان متفاوت است. بنابراین می‌توان نتیجه گرفت که ناحیه‌هایی مشابه هستهٔ دوگانهٔ جنسی در مغز ممکن است تا حدی وظیفهٔ پردازش محرک‌های جنسی‌ای را بر عهده داشته باشند که منجر به جاذبه و کشش جنسی اولیه به دیگران می‌گردد.
نواحی دیگری (به جز هستهٔ دوگانهٔ جنسی) از مغز انسان شناسایی شده‌اند که با گرایش جنسی در انسان مرتبط دانسته شده‌اند (مانند هستهٔ فرا چلیپای نوری) ولی بعید است که این نواحی به‌طور مستقیم بر میل جنسی به زن یا مرد مؤثر باشند زیرا رابطه‌ای بین این نواحی و گرایش جنسی یافت نشده‌است.

## هورمون‌های جنینی و متغیرهای وابستهٔ جسمی/رفتاری
شواهد مبتنی بر تأثیر هورمون‌های دوران جنینی بر گرایش جنسی انسان، هم به صورت مستقیم و هم غیرمستقیم یافت شده‌اند. از جمله شواهد مستقیم، می‌توان به نقش هورمون‌های دوران جنینی (مانند آندروژن‌ها) و تأثیرگذاری آن‌ها بر نقاط تعیین‌کننده‌ای در مغز جنین (مانند INAH-3) در زمان تمایز جنسی جنین تأکید نمود. تحقیق در پستانداران (مانند موش‌های صحرایی، موش سوری، گوسفندان) نشان داده‌است که شکل‌گیری هستهٔ دوگانهٔ جنسی (SDN-POA) در زمان جنینی، تا حد زیادی تحت تأثیر هورمون‌ها قرار دارد.
به‌علاوه، مدارک غیرمستقیمی نیز از اثرگذاری هورمون‌های دورهٔ جنینی بر گرایش جنسی فرزند وجود دارد. بسیاری از مشخصه‌های جسمی و رفتاری که بین دو جنس متفاوت هستند و همچنین تفاوت بین گرایش‌های جنسی مختلف، تحت تأثیر هورمون‌های دوران جنینی قرار دارند. از این مشخصه‌ها می‌توان به تفاوت در نسبت درازی انگشت‌ها بین همجنس‌گرایان و دگرجنس‌گرایان، ظرافت یا زمختی صورت، گسیل‌های صوتی گوش، بلندی قد، و رفتارهای مبتنی بر نقش جنسیتی اشاره کرد که تمامی آن‌ها تحت‌تاثیر هورمون‌های جنینی قرار دارند. شواهدی وجود دارد که نشان می‌دهد مردان و زنانی که میل جنسی به همجنس خود دارند، در مورد خصوصیات یاد شده، به جنس مخالف خود شباهت‌هایی دارند؛ بنابراین می‌توان نتیجه گرفت که مردان همجنس‌گرا در زمان جنینی کمتر از مردان دگرجنس‌گرا در معرض آندروژن قرار گرفته‌اند و زنان همجنس‌گرا نیز در دوران جنینی بیشتر از زنان دگرجنس‌گرا در معرض آندروژن قرار داشته‌اند. با این حال به نظر می‌رسد تأثیر هورمون‌های جنینی بر شکل‌گیری گرایش همجنس‌گرایانه در زنان بیشتر از مردان است چون ارتباط یافت شده بین گرایش جنسی با بعضی متغیرهای فیزیکی که بیشترین گواهِ قرارگیری در معرض هورمون‌های آندروژنی جنینی هستند (مثل نسبت انگشتان دست یا گسیل‌های صوتی گوش) در زنان بیشتر از مردان بوده‌است.
مشخصهٔ جسمی دیگری که ریشه در دوران جنینی دارد دست برتری است. شواهدی وجود دارد که نشان می‌دهد راست‌دستی در مردان و زنانی که میل جنسی به همجنس خود دارند نسبت به دگرجنس‌گرایان کمتر است. این اثر در زنان شدیدتر است. کمتر بودن احتمال راست‌دستی در اشخاصی که میل جنسی به همجنس خود دارند ناشی از روندهای تمایزی در دوران جنینی دانسته شده‌است و این مسئله که این ارتباط در زنان همجنس‌گرا شدیدتر است نیز شاهدی بر این مدعاست؛ زیرا هر چه جنین بیشتر در معرض اندروژن قرار گیرد، غلبهٔ نیم‌کرهٔ چپ مغز کمتر می‌شود و احتمال راست‌دست نشدن شخص بالاتر می‌رود. در زنان و مردان دوجنس‌گرا و بی‌جنس‌گرا نیز احتمال راست‌دست نبودن بالاست و این نشان می‌دهد که احتمالاً تمام گرایش‌های جنسی مختلف، تحت تأثیر مکانیسم جنینی مشترکی قرار دارند.
از متقاعدکننده‌ترین یافته‌های علمی که تأثیر تمایز مغز در دوران جنینی (مثلاً از طریق هورمون) بر گرایش جنسی را تأیید می‌کنند، می‌توان به مطالعاتی اشاره کرد که روی پسرانی انجام شده‌است که هرچند در دوران جنینی تحت تأثیر سطوح عادی آندروژن قرار گرفته‌اند، ولی هنگام تولد یا ابتدای نوزادی به جنس مؤنث تغییر جنسیت داده‌اند. این تغییر جنسیت ممکن است در اثر حادثه جراحی (بریده شدن آلت تناسلی مردانه) یا بیماری اکستروفی کلواک (بیماری‌ای که در آن آلت تناسلی دچار ناهنجاری ساختاری می‌شود) رخ داده باشد. در تمام موارد تحقیقاتی، این پسران علیرغم اینکه از ابتدای تولد یا نوزادی به عنوان دختر بزرگ شده بودند، در بزرگسالی میل جنسی شدیدی به جنس مؤنث داشتند. این مسئله نشان‌گر این است که ساختار مغزی ایجاد کننده گرایش جنسی در آن‌ها پیش از تولد ایجاد شده بود.

## ژنتیک
برای بررسی تأثیر ژنتیک بر گرایش جنسی، از دو نوع پژوهش بسیار متفاوت استفاده می‌شود: مطالعه بر روی دوقلوها و مطالعه بر ژنتیک مولکولی. هدف از تحقیق بر دوقلوها، برآورد کلّی اهمیت اثر ژنتیک نسبت به اثرات محیطی بر روی گرایش جنسی است. مطالعات ژنتیک مولکولی نیز تلاش می‌کنند ژن‌های مخصوصی را که بر گرایش جنسی اثر می‌گذارند بیابند.

### مطالعه بر دوقلوها
مطالعه بر روی دوقلوها، میزان اثر ژنتیک را نسبت به محیط به صورت کمّی بیان می‌کند. سرراست‌ترین نوع از این مطالعه، دوقلوهای همسانی (مونوزیگوت، MZ) را مورد مطالعه قرار می‌دهد که کمی بعد از تولد از هم جدا شده باشند و در محیط‌های جداگانه و نامرتبط رشد کرده باشند. هر تشابهی بین دوقلوهای جداشده باید به علت یکسان بودن ژن‌های آن‌ها و اشتراک محیط رحم و هر تفاوتی در آن‌ها باید به علت اختلاف در محیط خارج از رحم باشد. مسئله اینجاست که دوقلوهای همسانی که از تولد جدا شده باشند بسیار کمیابند، و دوقلوهای همسان جدا شده‌ای که حداقل یک نفر از آن‌ها همجنس‌گرا باشد حتی کمیاب‌تر است، بنابراین دانش ما دربارهٔ گرایش جنسی در دوقلوهای جداشده به چند گزارش موردی محدود شده‌است که منجر می‌شود نتوانیم نتیجهٔ قابل اتکایی از آن به‌دست آوریم.
بنا به دلایل ذکر شده مطالعات کلاسیک بر دوقلوها، بر آن‌هایی انجام شده‌است که با هم بزرگ شده‌اند (چون تعداد بالاتری دارند). در این مطالعات، دوقلوها به دودستهٔ همسان (مونوزیگوت، MZ) یا ناهمسان (دی‌زیگوت، DZ) تقسیم می‌شوند. دوقلوهای همسان از نظر ژنتیکی یکسان هستند، و دوقلوهای ناهمسان در نیمی از ژن‌ها با هم مشترکند. مطالعات کلاسیک بر دوقلوها به ما امکان اندازه‌گیری چند متغیر را می‌دهد: تأثیر ژنتیک، تأثیر محیط مشترک، و تأثیر محیط غیرمشترک. در دوقلوهایی که با هم بزرگ شوند، محیط مشترک منجر به شباهت و محیط غیرمشترک منجر به تفاوت آن‌ها می‌شود. هر کدام از این عوامل مقداری بین صفر و یک برآورد می‌شوند و جمع مقادیر آن‌ها با هم، مساوی ۱ خواهد بود. مقداری که در هر کدام از این سه عامل تخمین زده شود، به عنوان نسبتی از تاثیرش در اختلافات مشاهده شده در جزئیات آن صفت (در اینجا، گرایش جنسی) در نظر گرفته می‌شود. برای تخمین صحیح، لازم است رابطه مشترک بین متغیرها به‌طور جداگانه برای دوقلوهای همسان و غیرهمسان به‌دست آورده شود.
ذکر این نکته ضروری است که در تمام تحقیقات موجود بر روی دوقلوها، برای گزارش گرایش جنسی آن‌ها از پاسخ‌های خود آنان استفاده شده‌است. در این روش احتمال غلط بودن پاسخ‌نامهٔ بعضی از دوقلوها وجود دارد و بسیاری از آنان ممکن است علایق همجنس‌گرایانهٔ خود را انکار کنند، بنابراین ممکن است که ناسازگاری واقعی بین گرایش جنسی دوقلوهای همسان کمتر از چیزی باشد که گزارش می‌شود. تحقیقات علمی پیرامون اینکه میزان واقعی ناسازگاری گرایش جنسی بین دوقلوها چقدر است (دوقلوهایی که در پاسخ‌نامه اعلام کنند گرایش جنسی متفاوتی از هم دارند در حالی که واقعاً اینطور نیست) در حال حاضر انجام نشده‌است؛ در حالی که می‌تواند بسیار مفید باشد. در مردان، میزان حقیقی ناسازگاری جنسی دوقلوها را می‌توان از طریق استفاده از دستگاه پلیتزموگراف و مقایسهٔ میزان تحریک آلت تناسلی آن‌ها در مقابل محرک‌های جنسی مذکر یا مؤنث به‌دست‌آورد. در زنان، مقایسهٔ میزان خیره شدن به محرک جنسی مذکر یا مؤنث می‌تواند معیار نسبتاً بی‌طرفانه‌ای برای اندازه‌گیری تمایل جنسی واقعی محسوب شود.
جدول زیر نتایج میزان هماهنگی گرایش جنسی دوقلوها را در بعضی از تحقیقات مهم انجام شده نشان می‌دهد.
| روش نمونه‌گیری | تحقیق                                              | محل                 | تعریف غیردگرجنس‌گرایی                                                         | جنسیت نمونه‌ها | تعداد قل‌های همسانِ غیردگرجنس‌گرا | تعداد دوقلوهای همسانی که هر دو غیردگرجنس‌گرا هستند | تعداد قل‌های ناهمسان غیردگرجنس‌گرا | تعداد قل‌های ناهمسانی که هر دو غیردگرجنس‌گرا هستند | نسبت هماهنگی در دوقلوهای همسان | نسبت هماهنگی در دوقلوهای ناهمسان | نسبت اصلاح شدهٔ احتمال | نسبت غیردگرجنسگرایی در نمونه |
| --- | -------------------------------------------------- | ------------------- | ---------------------------------------------------------------------------- | ------------- | ------------------------------ | ------------------------------------------------- | -------------------------------- | ------------------------------------------------ | ------------------------------ | -------------------------------- | --------------------- | ---------------------------- |
| از جامعه هدف | Kallmann, 1952                                     | ایالات متحده آمریکا | امتیاز ۳ یا بالاتر در مقیاس کینزی                                            | مذکر          | ۳۷                             | ۳۷                                                | ۲۶                               | ۳                                                | ۱٫۰۰                           | ۰٫۱۲                             | ۵۰۳٫۵۷                | تعیین‌نشده                    |
| از جامعه هدف | Bailey & Pillard, 1991                             | ایالات متحده آمریکا | امتیاز ۲ یا بالاتر در مقیاس کینزی                                            | مذکر          | ۵۶                             | ۲۹                                                | ۵۴                               | ۱۲                                               | ۰٫۵۲                           | ۰٫۲۲                             | ۳٫۶۵                  | تعیین‌نشده                    |
| از جامعه هدف | Bailey, Pillard, Neale, & Agyei, 1993              | ایالات متحده آمریکا | امتیاز ۲ یا بالاتر در مقیاس کینزی                                            | مونث          | ۷۱                             | ۳۴                                                | ۲۹                               | ۳                                                | ۰٫۴۸                           | ۰٫۱۰                             | ۶٫۹۷                  | تعیین‌نشده                    |
| از جامعه هدف | Whitam, Diamond, & Martin, 1993                    | ایالات متحده آمریکا | امتیاز ۴ یا بالاتر در مقیاس کینزی برای هر قل، امتیاز ۲ یا بالاتر برای قل دوم | مذکر          | ۳۴                             | ۲۲                                                | ۱۴                               | ۴                                                | ۰٫۶۵                           | ۰٫۲۹                             | ۴٫۲۰                  | تعیین‌نشده                    |
| از جامعه هدف | King & McDonald, 1992                              | بریتانیا            | خوداظهاری نمونه‌ها از هویت جنسی خودشان (همجنس‌گرا یا دوجنس‌گرا)                 | مخلوط         | ۱۷                             | ۴                                                 | ۲۴                               | ۴                                                | ۰٫۲۴                           | ۰٫۱۷                             | ۱٫۵۲                  | تعیین‌نشده                    |
| میانه از جامعهٔ هدف | -                                                  | -                   | -                                                                            | -             | -                              | -                                                 | -                                | -                                                | ۰٫۵۲                           | ۰٫۱۷                             | ۱٫۵۲                  | تعیین‌نشده                    |
| نمونه‌گیری بر اساس احتمالات | Kendler, Thornton, Gilman, & Kessler, 2000         | ایالات متحده آمریکا | خوداظهاری نمونه‌ها از هویت جنسی خودشان (همجنس‌گرا یا دوجنس‌گرا)                 | مخلوط         | ۱۹                             | ۶                                                 | ۱۵                               | ۲                                                | ۰٫۳۲                           | ۰٫۱۳                             | ۲٫۶۰                  | ۰٫۰۳                         |
| بایگانی ثبت دوقلوها | Hershberger, 2001                                  | ایالات متحده آمریکا | نامشخص                                                                       | مذکر          | ۱۶                             | ۴                                                 | ۸                                | ۲                                                | ۰٫۲۵                           | ۰٫۲۵                             | ۰٫۹۴                  | ۰٫۰۴                         |
| بایگانی ثبت دوقلوها | Hershberger, 2001                                  | ایالات متحده آمریکا | نامشخص                                                                       | مونث          | ۱۱                             | ۶                                                 | ۸                                | ۲                                                | ۰٫۵۵                           | ۰٫۲۵                             | ۳٫۰۷                  | ۰٫۰۳                         |
| بایگانی ثبت دوقلوها | Långström, Rahman, Carlström, & Lichtenstein, 2010 | سوئد                | داشتن شریک زندگی همجنس به مدت طولانی                                         | مذکر          | ۷۸                             | ۱۴                                                | ۵۶                               | ۶                                                | ۰٫۱۸                           | ۰٫۱۱                             | ۱٫۷۵                  | ۰٫۰۶                         |
| بایگانی ثبت دوقلوها | Långström et al. , 2010                            | سوئد                | داشتن شریک زندگی همجنس به مدت طولانی                                         | مونث          | ۲۴۰                            | ۵۲                                                | ۱۵۳                              | ۲۶                                               | ۰٫۲۲                           | ۰٫۱۷                             | ۱٫۳۴                  | ۰٫۰۸                         |
| بایگانی ثبت دوقلوها | Alanko et al. , 2010                               | فنلاند              | امتیاز حداقل ۱٫۵ در معیار سل در سنجش گرایش جنسی                              | مخلوط         | ۱۶                             | ۶                                                 | ۲۳                               | ۰                                                | ۰٫۳۸                           | ۰٫۰۰                             | ۲۹٫۱۰                 | ۰٫۰۲                         |
| بایگانی ثبت دوقلوها | Zietsch et al. , 2012                              | استرالیا            | خوداظهاری میزان تمایل جنسی به همجنس، جنس مخالف، یا هر دو                     | مخلوط         | ۱۳۴                            | ۳۲                                                | ۱۵۴                              | ۲۰                                               | ۰٫۲۴                           | ۰٫۱۳                             | ۲٫۰۸                  | ۰٫۰۴                         |
| میانه خارج از جامعه هدف | -                                                  | -                   | -                                                                            | -             | -                              | -                                                 | -                                | -                                                | ۰٫۲۵                           | ۰٫۱۳                             | ۲٫۰۸                  | ۰٫۰۴                         |
| نکته: تنها تحقیقاتی که دارای حداقل ۱۰ دوقلوی همسان و ۱۰ دوقلوی غیرهمسان بودند لحاظ شده‌اند. نسبت هماهنگی بین دو قل (probandwise concordance) نشان‌دهندهٔ میزان احتمالی است که اگر یکی از قل‌ها دارای مشخصه (در اینجا: دگرجنس‌گرا نبودن) باشد، قل دیگرش نیز همین مشخصه را داشته باشد. |                                                    |                     |                                                                              |               |                                |                                                   |                                  |                                                  |                                |                                  |                       |                              |

پژوهش‌های انجام شده بر روی دوقلوها را از نظر روش نمونه‌گیری می‌توان به دو دستهٔ کلی تقسیم کرد: آن‌هایی که نمونه‌گیری را هدفمند انجام داده‌اند و آن‌ها که از بایگانی‌های ثبت دوقلوها یا نمونه‌گیری احتمالی (مثلاً از طریق تماس تلفنی تصادفی با اشخاص) استفاده کرده‌اند. در نمونه‌گیری هدفمند، دوقلوهای غیردگرجنس‌گرا از طریق مثلاً آگهی یا خبررسانی دهان به دهان، به‌طور خاص شناسایی و به منظور پژوهش انتخاب می‌شوند. در این روش احتمال زیادی وجود دارد که مجموعهٔ نمونه‌ها جهت‌دار بوده و نمایانگر جامعهٔ واقعی نباشند، زیرا ابتدا باید دوقلوهای همجنس‌گرا از برگزاری چنین تحقیقی باخبر شوند و سپس تصمیم بگیرند که در پژوهش شرکت کنند یا نه. ممکن است که دوقلوها پیش از ورود به پژوهش از موضوع آن (یعنی بررسی میزان هماهنگی گرایش جنسی بین دو قل) باخبر شوند. هر کدام از این مراحل می‌تواند در جامعهٔ نمونهٔ پژوهش تأثیر بگذارد. به عنوان مثال هر قل ممکن است هنگام تصمیم‌گیری در خصوص شرکت یا عدم شرکت در تحقیق، گرایش جنسی قل دیگرش را نیز در نظر بگیرد: اگر فقط یکی از قل‌ها همجنس‌گرا باشد و نخواهد قل دیگر به گرایش جنسی‌اش پی ببرد، احتمال بالایی وجود دارد که از شرکت در پژوهش خودداری کند تا از تنش خانوادگی جلوگیری شود؛ بنابراین در این نوع نمونه‌گیری‌ها، نسبت دوقلوهایی که گرایش جنسی ناهماهنگ دارند کمتر از حد واقعی در جامعه دیده می‌شود. برعکس آن نیز صادق است: در چنین پژوهش‌های نسبت دوقلوهایی که گرایش جنسی‌شان هماهنگ است به‌طور اغراق‌شده‌ای بیشتر از میزان واقعی دیده می‌شود. همچنین، جفت‌های همسانی که در گرایش جنسی هماهنگ هستند احتمال بیشتری دارد که خبر انجام چنین پژوهش‌هایی به گوششان برسد و در آن‌ها شرکت کنند؛ بنابراین تورش (سوگیری) دیگری نیز به نفع دوقلوهای همسان با گرایش جنسی هماهنگ نسبت به دوقلوهای غیرهمسان با گرایش جنسی هماهنگ ایجاد می‌شود و در نتیجه میزان ارث‌پذیری یا ژنتیکی بودن گرایش جنسی بیش از میزان واقعی محاسبه می‌گردد.
پژوهش‌هایی که از بایگانی ثبت دوقلوها یا روش نمونه‌گیری احتمالی استفاده می‌کنند، کمتر دچار سوگیری در نمونه‌ها می‌شوند زیرا جامعهٔ آماری مورد نظر بدون در نظر گرفتن گرایش جنسی اشخاص جمع‌آوری شده‌است. مقایسه نتایج پژوهش‌هایی که در جدول فوق ذکر شده‌اند نیز احتمال افزایش سوگیری در نمونه‌گیری هدفمند را تأیید می‌کند.
به‌طور کلی در تمام این مطالعات (که از روش نمونه‌گیری بهتری استفاده کرده‌اند)، تعداد نمونه‌ها از هر جنس کمتر از حدی است که بتوان به‌طور جداگانه تجزیه و تحلیل مناسبی ارائه کرد، ولی با در نظر گرفتن تمام نمونه‌ها (مرد، زن، و مخلوط) می‌توان نتیجه گرفت که حدود یک سوم از دگرش‌ها (واریاسیون) در گرایش‌های جنسی به دلیل تفاوت در ژن‌هاست و بنابراین گرایش جنسی در انسان نسبتاً ارثی است. با همین محاسبات میزان تأثیر محیط غیرمشترک ۰٫۴۳، و میزان تأثیر محیط مشترک نیز مقدار باقی‌مانده یعنی ۰٫۲۵ است.

### مطالعات ژنتیک مولکولی
همان‌گونه که مطالعه بر دوقلوها به‌طور کلی مشخص می‌کند که مجموعهٔ ژن‌ها چقدر بر بروز یک مشخصه تأثیر دارند، مطالعات ژنتیک مولکولی نیز توانایی این را دارند که ژن‌های خاصی که مسئول ایجاد این مشخصه هستند و همچنین مسیری که از ژن به صفت ختم می‌شود را شناسایی کنند. یکی از مشهورترین مطالعات برای یافتن علت همجنس‌گرایی، یک تحقیق پیوستگی ژنتیکی در سال ۱۹۹۳ است که بر روی برادران همجنس‌گرا انجام شد و ناحیه‌ای را به نام Xq28 روی نوک کروموزوم ایکس به عنوان ناحیهٔ مسئول در ایجاد گرایش جنسی در مردان شناسایی کرد. نکته قابل توجه دیگر در این مقاله وجود شواهدی بود که نشان می‌داد مردان همجنس‌گرا احتمال اینکه از سمت مادری خویشاوندان مذکر همجنس‌گرا داشته باشند بیشتر از سمت پدری است، و چنین یافته‌ای با قرار داشتن ژن مربوط به این صفت روی کروموزوم ایکس همخوانی داشت. یافته‌های این تحقیق پیوستگی ژنتیکی تا حدی بحث‌برانگیز بوده‌اند، زیرا در این تحقیق تنها ۴۰ جفت برادر مورد مطالعه قرار گرفته بودند. هرچند بعضی مطالعات با تعداد نمونه‌های بیشتر توانستند نتایج این تحقیق را تأیید کنند، اما این یافته نتوانست در بعضی دیگر از مطالعات تکرار شود.
مطالعات ژنتیک مولکولی بر کروموزوم‌های اتوزومال نیز بعضی از نواحی ژنی را در گرایش جنسی مؤثر دانسته‌اند. به عنوان مثال در مطالعه‌ای، نواحی خاصی در کروموزوم‌های ۷، ۸، و ۱۰ شناسایی شدند که با گرایش جنسی در مردان مرتبط هستند. همچنین در مطالعه دیگری با مطالعه بر ژنوم سراسری برادران همجنس‌گرا، علاوه بر مؤثر بودن ناحیه Xq28 بخش مشابهی از کروموزوم ۸ (ناحیه نزدیک به سانترومر) نیز نشان از پیوستگی ژنتیکی با گرایش جنسی در مردان داشت.
بعضی مطالعات هم‌خوانی سراسر ژنوم، مکان بعضی اختلافات ژنتیکی به نام اسنیپ (یا چندریختی تک-نوکلئوتید) و ارتباط آن‌ها با گرایش جنسی در مردان را بررسی کرده‌اند. در یکی از این مطالعات نیز ناحیهٔ نزدیک به سانترومر در کروموزوم ۸، و همچنین بعضی نواحی در کروموزوم‌های ۱۳ و ۱۴ با نوع گرایش جنسی در مردان ارتباط داشتند.
به‌طور کلی، یافته‌های به دست آمده از مطالعات ژنتیک مولکولی چندان تکرارپذیر نبوده‌اند. یکی از دلایل آن پدیده‌ای ژنتیکی به نام هتروژنیتی (یا ناهمگنی) است، به این معنا که ژن‌های متفاوت می‌توانند در نهایت اثر یکسانی ایجاد کنند. به همین علت، تحقیقات ژنتیک مولکولی از ساختار پیوستگی ژنتیکی (که در آن الگوهای ژنتیکی مشترک در خانواده‌ها شناسایی می‌شود) به سمت تحقیقات هم‌خوانی سراسر ژنوم (که در آن DNA اشخاص بدون در نظر گرفتن دارا بودن یا دارا نبودن صفت مورد مطالعه مورد مقایسه قرار می‌گیرد) تغییر جهت داده‌اند.
در یکی از جدیدترین و گسترده‌ترین تحقیق‌های هم‌خوانی سراسر ژنوم که تاکنون انجام شده (با جامعه نمونه بیش از ۴۵۰ هزار نفر زن و مرد)، شواهد زیادی یافت شد که به احتمال زیاد گرایش جنسی مشخصه‌ای پلی‌ژنی (تحت تأثیر چندین ژن) است. این مطالعه ۵ ناحیهٔ اسنیپ را در ۵ کروموزوم (۴، ۷، ۱۱، ۱۲ و ۱۵) شناسایی کرد که با نوع گرایش جنسی اشخاص مرتبط بودند. به عنوان مثال، مردانی که رفتارهای همجنس‌گرایانه نشان می‌دادند احتمال بیشتری داشت که اسنیپ‌هایی نزدیک به ژن‌های تنظیم کننده حس بویایی در کروموزوم ۱۱ داشته باشند. این یافته همچنین از این نظر جالب توجه است که تحقیق‌هایی پیش از این ارتباطاتی را بین حس بویایی و لذت جنسی در مردان و زنان یا ارتباط حس بویایی با گرایش جنسی پیدا کرده بودند. یکی دیگر از نواحی اسنیپ یافت شده که با رفتار همجنس‌گرایانه در مردان مرتبط است، نزدیک به ژن‌هایی یافت شد که به‌طور مستقیم‌تر مسئول تنظیم و شکل‌دادن به روند تولیدمثل هستند؛ مانند ژن‌های تنظیم‌کننده تستوسترون و استرادیول، و همچنین SRY (یا ژن عامل ایجاد بیضه).
این یکی از معدود تحقیقات ژنتیکی است که در نمونه‌های خود زنان را نیز مورد بررسی قرار داده‌است، با این حال حتی در آن تحقیق نیز هیچ سازوکاری برای توضیح احتمالی روند شکل‌گیری گرایش جنسی در زنان پیشنهاد نشد و تنها به ذکر ارتباطات ژنتیکی یافته شده بسنده شد. هر چند این تحقیق از قابل‌اتکاترین مطالعات انجام شده بر روی ژنوم سراسری و ارتباط آن با گرایش جنسی در انسان است، اما یکی از ایرادات آن نیز این است که برای تعیین گرایش جنسیِ نمونه‌ها، تنها میزان بروز رفتار همجنس‌گرایانه توسط اشخاص مورد اندازه‌گیری قرار گرفت (و نه میزان تمایل درونی همجنس‌گرایانه آن‌ها)، در حالی که همان‌طور که بالاتر توضیح داده شد، تمایل جنسی معیار مهم و تعیین‌کننده‌ای در گرایش جنسی است و اشخاص زیادی ممکن است علیرغم دارا بودن تمایلات همجنس‌گرایانه، به دلایل مختلفی (مانند دلایل مذهبی یا فرهنگی یا قوانین اجتماعی) از بروز دادن رفتارهای همجنس‌گرایانه خودداری کنند.